# Gundelindis
Gundelindis (circa 692 - circa 740) was een abdis die in het christendom als heilige wordt vereerd.

## Levensloop
Gundelindis was vermoedelijk de derde dochter van hertog Adalbert I van de Elzas uit diens eerste huwelijk met Gerlinda. Ze was een jongere zus van heiligen Attala en Eugenia, beiden zusters en abdissen, en een nicht van de heilige Odilia, de blinde abdis van het klooster van Hohenburg.
Als kind werd ze door haar tante opgevoed in het klooster van Hohenburg. Later werd Gundelindis ook zuster en toen Odilia rond het jaar 717 de Abdij van Niedermünster stichtte, werd ze daar kloosterzuster. In 723 volgde ze haar overleden tante op als abdis in Niedermünster, terwijl haar twee oudere zussen in Hohenburg bleven en er allebei de functie van abdis bekleedden. Gundelindis zelf bleef abdis tot aan haar eigen dood omstreeks het jaar 740 en werd opgevolgd door ene Werentrudis.
Gundelindis werd zeer lang vereerd als heilige. Haar herdenkingsdag valt op 28 maart.